# Marin le Roy de Gomberville
Marin le Roy de Gomberville, född 1600 i Paris, död 14 juni 1674, var en fransk romanförfattare, poet och översättare från spanska. Han debuterade med en diktsamling som 14-åring. Han är främst känd för två romaner: Polexandre (5 band, 1632–1637) och Cythérée (4 band, 1630–1642). Polexandre är en äventyrsroman som utspelar sig i ett stort antal länder, som Benin, Marocko, Kanarieöarna, Mexiko och Danmark. Skildringen av Mexiko innehåller hela landets historia så som den var känd i Europa vid tidpunkten. Han skrev också ett eget slut till Honoré d'Urfés ofullbordade herderoman L'Astrée.
Gomberville valdes in i Franska akademien 13 mars 1634 som den förste att inneha stol nummer 21. Inom akademien arbetade han med förberedelserna för Dictionnaire de l'Académie française. Han var medarbetare vid tidskriften Journal des savants från starten.